# گلن ولز
گلن ولز (انگلیسی: Glen Velez؛ زادهٔ ۱ ژانویهٔ ۱۹۴۹) موسیقی‌دان اهل ایالات متحده آمریکا است. وی از سال ۱۹۷۳ میلادی تاکنون مشغول فعالیت بوده‌است.